# Richie Sambora

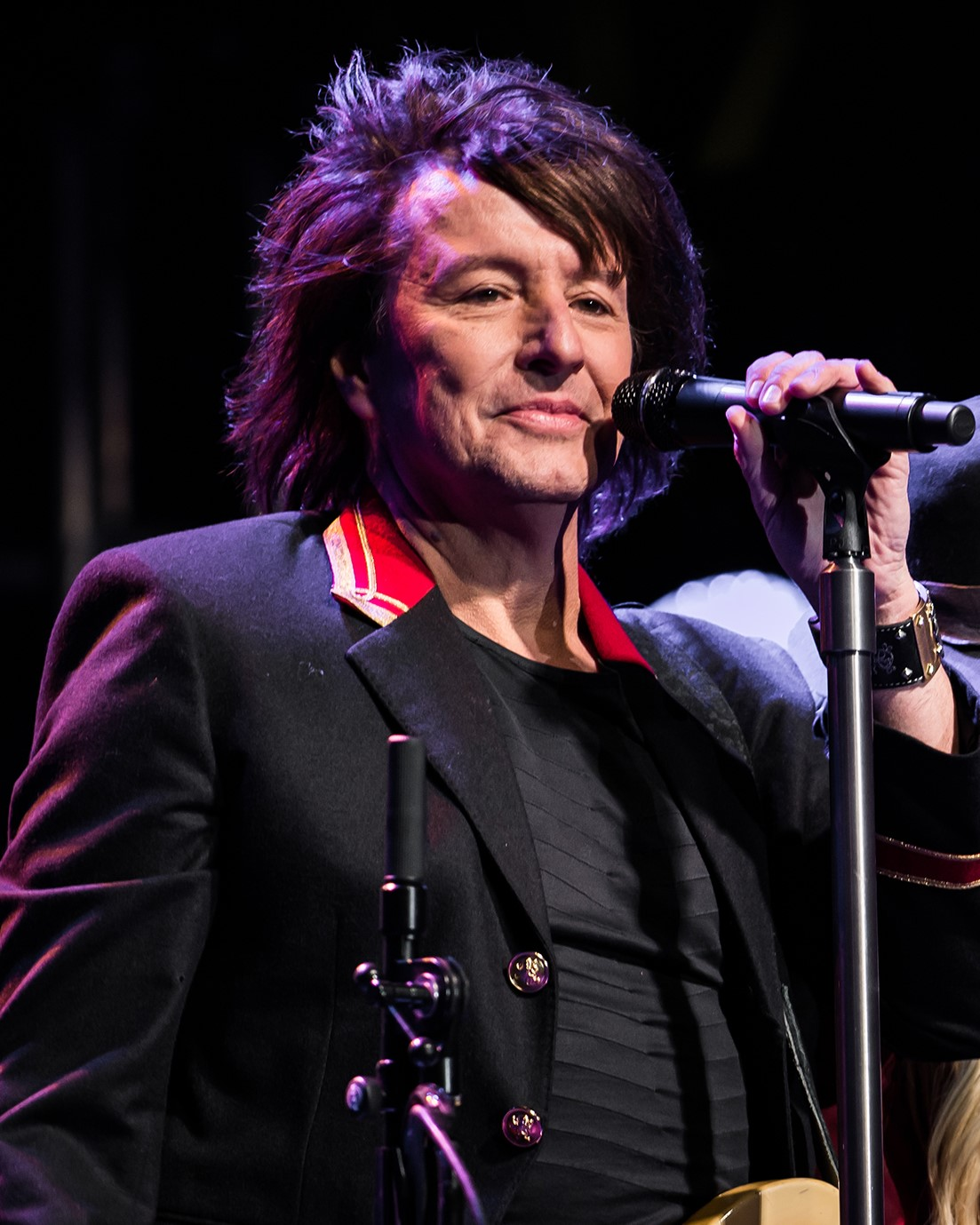
Richie Sambora 2017

Richard Stephen „Richie“ Sambora (* 11. Juli 1959 in Perth Amboy, New Jersey) ist ein US-amerikanischer Gitarrist, Sänger und Songwriter. Er war von 1983 bis 2013 Gitarrist der Rockband Bon Jovi und veröffentlichte auch mehrere Soloalben.

## Karriere
Bereits im Alter von sieben Jahren begann er, Instrumente zu lernen und beherrschte bald Klavier, Akkordeon, Trompete und Gitarre.
Seine größten musikalischen Einflüsse sind Eric Clapton, Jimi Hendrix, Jeff Beck, Jimmy Page, Brian May und die Beatles.
Bevor er 1983 zu Bon Jovi stieß, war er unter anderem in der Band The Message tätig, die auch im Vorprogramm einer Joe-Cocker-Tournee auftrat. Er spielte auch bei Kiss vor.
Im Jahr 1991, als sich Bon Jovi in einer Pause befanden und Jon Bon Jovi kurz davor sein erstes Soloalbum veröffentlicht hatte, erschien mit Stranger in This Town Samboras Solopremiere, auf dem neben den Bandkollegen Tico Torres und David Bryan auch Tony Levin zu hören ist. Eric Clapton spielt im Song Mister Bluesman Gitarre.
1998 folgte Undiscovered Soul, das erfolgreicher war als sein Vorgänger. Im September 2012 erschien Samboras drittes Soloalbum Aftermath of the Lowdown, das er in Los Angeles u. a. zusammen mit Rusty Anderson, Curt Schneider, Matt Rollings und Aaron Sterling aufgenommen hat. Produziert wurde es von Luke Ebbin, der bereits als Produzent bei den Alben Crush und Bounce von Bon Jovi tätig gewesen war.
Am 29. April 2011 wurde angekündigt, dass Richie Sambora aufgrund eines Drogen-Entzugs vorübergehend nicht bei den Live-Konzerten der damals beginnenden Tournee mitwirken würde. Beim ersten Konzert der Tour am 30. April 2011 im Rahmen des New Orleans Jazz & Heritage Festivals spielte die Band erstmals ohne Sambora, der durch den Rhythmusgitarristen Bobby Bandiera und den Leadgitarristen Phil Xenidis ersetzt wurde. Zum Start der Europatournee (und dem Finale der zweijährigen Welttour) am 8. Juni 2011 in Zagreb/Kroatien kehrte Sambora zur Band zurück.
Am 3. April 2013 vermeldeten verschiedene Magazine wie etwa das britische Musikblatt NME, dass Richie Sambora wegen eines erneuten Rückfalls aus der laufenden Because-We-Can-Tour ausgestiegen sei. Jon Bon Jovi verkündete, dass Richie Sambora bis auf weiteres nicht mehr mit der Band auftreten werde. Seit 2015 ist er auch offiziell nicht mehr Mitglied der Gruppe. Ebenso wie Alec John Such trat er allerdings einmalig wieder mit der Band auf, als Bon Jovi im April 2018 in die Rock and Roll Hall of Fame aufgenommen wurden.
Von Januar bis Februar 2023 nahm Sambora als Jacket Potato an der vierten Staffel der britischen Version von The Masked Singer teil, in der er den fünften Platz erreichte.

## Privatleben

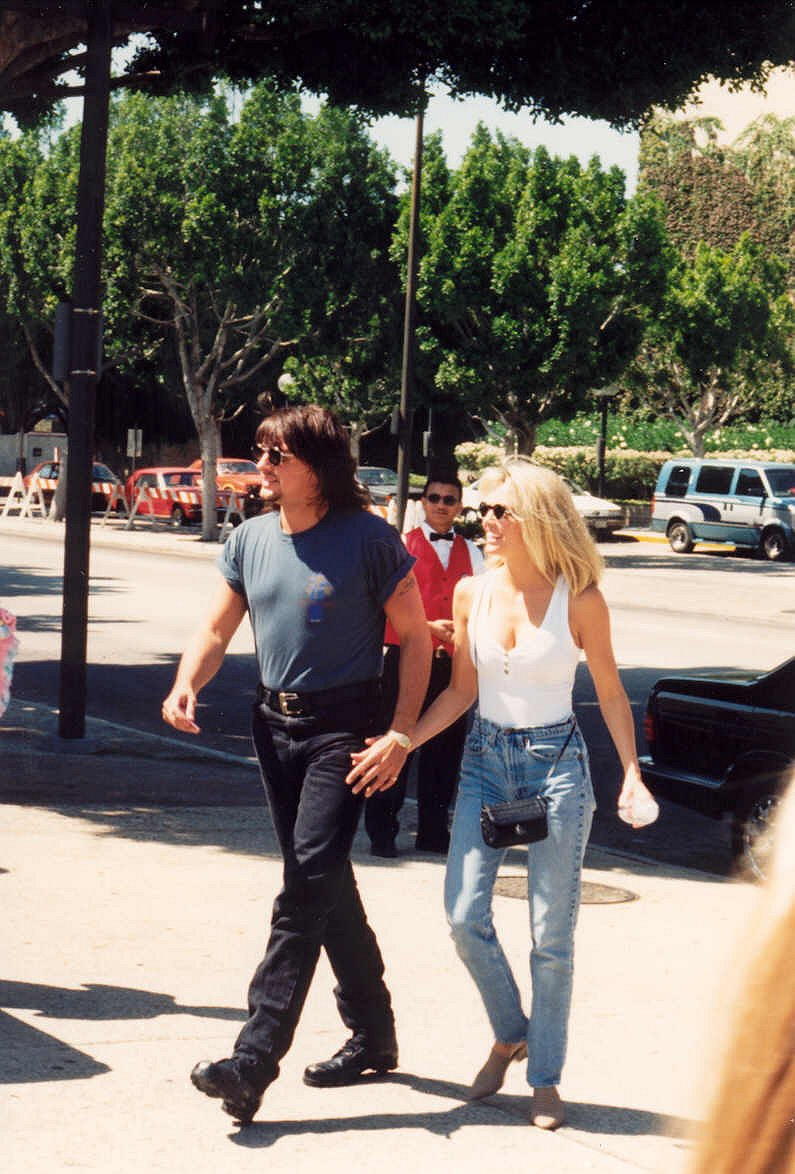
Sambora mit Heather Locklear im Jahre 1994

Sambora wuchs in finanziell eingeschränkten Verhältnissen auf. Sein Vater Adam arbeitete tagsüber als Vorarbeiter in einer Elektrizitätsfirma und musste nachts zusätzlich als Hausmeister in einem Krankenhaus arbeiten. Seine Mutter Joan arbeitete zusätzlich als Sekretärin, daher verbrachte Sambora viel Zeit bei seiner Großmutter und seinem Großvater, der starb, als Sambora vierzehn Jahre alt war. Durch die finanziellen Nöte zuhause übernahm er verschiedene Jobs wie Gitarrenlehrer, Plattenverkäufer, ebenso aber Fabrikarbeit und eine Stelle in einer Reinigungsfirma.
Von 1989 bis 1991 war er mit Cher zusammen.
Richie Sambora war von Dezember 1994 bis April 2007 mit der Schauspielerin Heather Locklear verheiratet und hat mit ihr eine Tochter (* 1997). Von Mitte 2006 bis Mai 2007 war er mit der Schauspielerin Denise Richards liiert. Im Juni 2007 sorgte Sambora für Schlagzeilen, als er betrunken zu einem MTV-Unplugged-Konzert von Bon Jovi erschien und sich später zur Entgiftung in eine Klinik einweisen ließ.
Von 2014 bis 2018 war Sambora mit der 26 Jahre jüngeren Gitarristin Orianthi liiert, mit der er unter dem Namen RSO ein gemeinsames Album veröffentlichte und auf Welttournee ging.

## Diskografie (Solo)
- 1991: Stranger in This Town
- 1998: Undiscovered Soul
- 2012: Aftermath of the Lowdown